# Vin cuit (gastronomia svizzera)
Il vin cuit è un succo di frutta concentrato tipico della Svizzera romanda.

## Storia
Sin dai tempi antichi vengono preparate delle riduzioni di frutta utilizzando metodi di conservazione semplici per mantenere freschi gli alimenti raccolti per lunghi periodi di tempo. Il vin cuit viene citato in testi antichi e classici greci, ove viene definito siraion, nonché in opere di autori romani come Plinio il Vecchio, Apicio e Columella che lo definiscono caroenum, defritum e defrutum. L'Encyclopédie d’Yverdon pubblicata verso la fine del diciottesimo secolo definisce il vin cuit un prodotto a base di mosto d'uva ridotto a 2/3 e destinato agli ammalati. Il vin cuit fu utilizzato per secoli in Svizzera come sostituto dello zucchero, che era considerato un alimento pregiato.

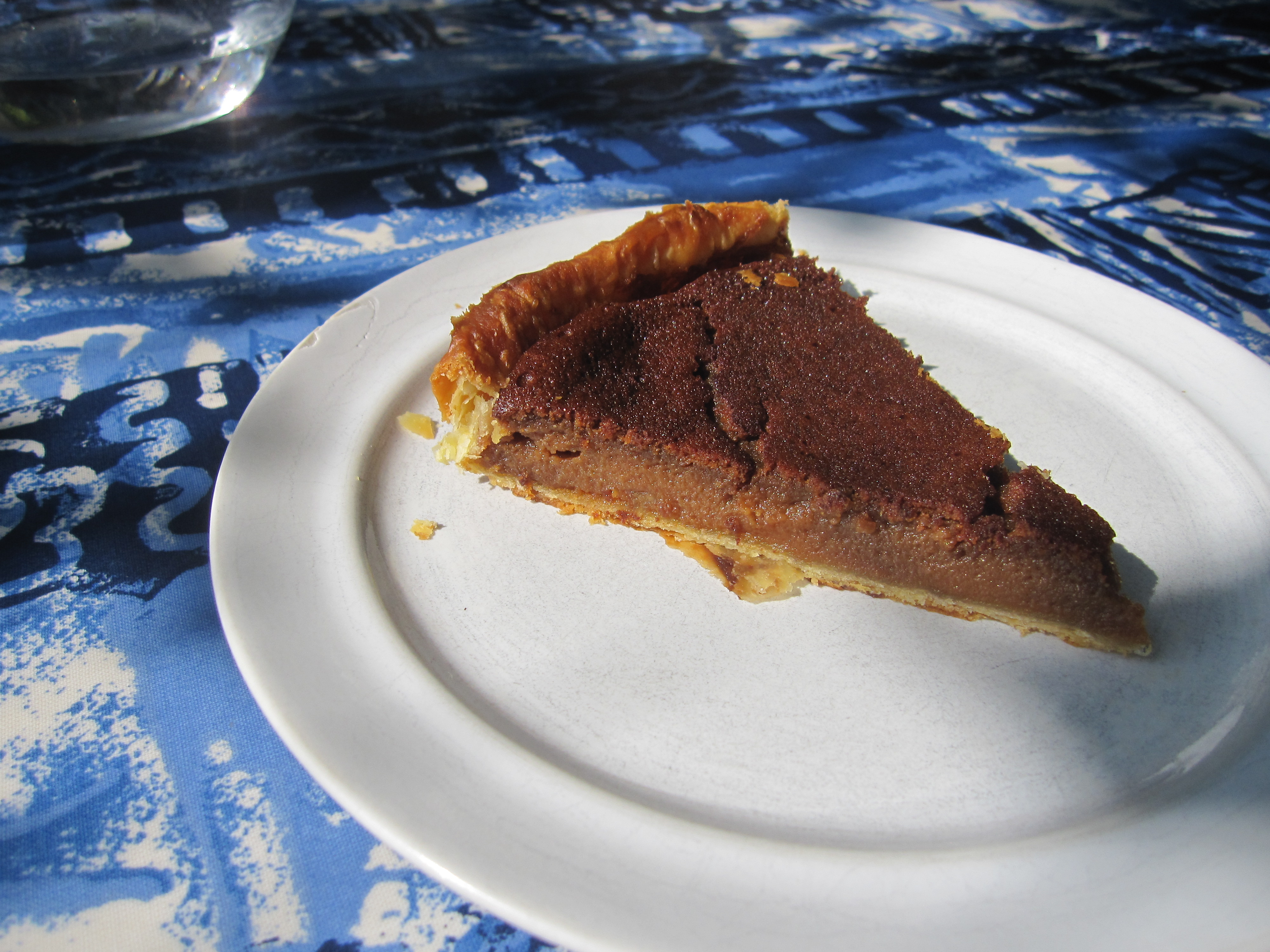
Fetta di tarte au vin cuit

## Caratteristiche e preparazione
Il vin cuit è uno sciroppo di frutta concentrato color marrone a base di mele, pere o, più raramente, uva (in tal caso prende il nome di raisiné) utilizzato per la preparazione di vari dolci alla frutta fra cui la tarte au vin cuit o la mostarda di Bénichon del canton Friburgo. Può anche essere consumato in combinazione con le crespelle e il gelato alla vaniglia. Può conservarsi per molti anni. Non va confuso con il vin cuit, un vino aromatizzato prodotto in Provenza. Il vin cuit si produce riscaldando una pentola di rame contenente della frutta per un periodo di tempo compreso fra le 12 e le 36 ore e a fuoco lento affinché l'alimento non abbrustolisca. Al termine del processo, il volume del composto si ridurrà di circa 10 volte e il prodotto finito verrà quindi imbottigliato.

## Alimenti simili e varianti
La cognà è un alimento simile al vin cuit contenente pezzi di frutta tagliata fra cui pere, mele cotogne o zucca.
Quando il prodotto viene preparato con l'uva esso prende il nome di raisiné, che era un alimento spesso utilizzato al posto del più costoso zucchero prima dello scoppio della seconda guerra mondiale.